# Чоловіча збірна Бразилії з волейболу

Збірна Бразилії з волейболу — чоловіча волейбольна збірна, яка представляє Бразилію на міжнародних змаганнях із волейболу. Утворена наприкінці 1940-х років. Контроль і організацію діяльності здійснює Бразильська конфедерація волейболу (БКВ).

## Історія
У 1951 році збірна Бразилії вперше здобула золоті нагороди чемпіонату Південної Америки. З того часу жодного разу не поступалась першим місцем на континенті (турнір 1964 року в Аргентині відбувся без участі бразильців) аж до 2023 року.
У 1982 році південноамериканці вперше стали срібними призерами світової першості, а у 1984 році здобули срібні нагороди Олімпійських ігор у Лос-Анджелесі (щоправда, у цих змаганнях не брали участі збірні СРСР, Польщі). У 1992 році вони здобули золото на Олімпійських іграх у Барселоні.
З 2000-х років південноамериканці міцно закріплюються серед лідерів світового чоловічого волейболу.

## Статитика виступів

### Олімпійські ігри
Переможці       Срібні призери        Третє місце       Четверте місце
- — країна-господар фінального турніру

| Рік   | Місце проведення | Раунд             | Позиція | І   | В  | П  | СВ  | СП  |
| ----- | ---------------- | ----------------- | ------- | --- | -- | -- | --- | --- |
| 1964  | Японія           | Груповий етап     | 7       | 9   | 3  | 6  | 13  | 23  |
| 1968  | Мексика          | Груповий етап     | 9       | 9   | 1  | 8  | 7   | 25  |
| 1972  | Німеччина        | Матч за 5-8 місце | 8       | 7   | 2  | 5  | 9   | 13  |
| 1976  | Канада           | Матч за 5-8 місце | 7       | 5   | 2  | 3  | 8   | 11  |
| 1980  | СРСР             | Матч за 5-8 місце | 5       | 6   | 4  | 2  | 15  | 16  |
| 1984  | США              | Фінал             | 2       | 6   | 4  | 2  | 13  | 8   |
| 1988  | Південна Корея   | Півфінал          | 4       | 7   | 4  | 3  | 16  | 13  |
| 1992  | Іспанія          | Фінал             | 1       | 8   | 8  | 0  | 24  | 3   |
| 1996  | США              | Чвертьфінал       | 5       | 8   | 5  | 3  | 18  | 10  |
| 2000  | Австралія        | Чвертьфінал       | 6       | 8   | 6  | 2  | 19  | 9   |
| 2004  | Греція           | Фінал             | 1       | 8   | 7  | 1  | 22  | 8   |
| 2008  | Китай            | Фінал             | 2       | 8   | 6  | 2  | 20  | 8   |
| 2012  | Велика Британія  | Фінал             | 2       | 8   | 6  | 2  | 21  | 8   |
| 2016  | Бразилія         | Фінал             | 1       | 8   | 6  | 2  | 20  | 10  |
| 2020  | Японія           | Півфінал          | 4       | 8   | 5  | 3  | 18  | 14  |
| 2024  | Франція          | Чвертьфінал       | 8       | 4   | 1  | 3  | 7   | 9   |
| Разом |                  | 3 перемоги        | 16/16   | 117 | 70 | 47 | 251 | 188 |

### Чемпіонат світу
Переможці       Срібні призери        Третє місце       Четверте місце
- — країна-господар фінального турніру

| Рік   | Місце проведення | Раунд              | Позиція            | І                  | В                  | П                  | СВ                 | СП                 |
| ----- | ---------------- | ------------------ | ------------------ | ------------------ | ------------------ | ------------------ | ------------------ | ------------------ |
| 1949  | Чехія            | Не кваліфікувалася | Не кваліфікувалася | Не кваліфікувалася | Не кваліфікувалася | Не кваліфікувалася | Не кваліфікувалася | Не кваліфікувалася |
| 1952  | СРСР             | Не кваліфікувалася | Не кваліфікувалася | Не кваліфікувалася | Не кваліфікувалася | Не кваліфікувалася | Не кваліфікувалася | Не кваліфікувалася |
| 1956  | Франція          | Груповий раунд     | 11                 | 10                 | 1                  | 6                  | 31                 | 6                  |
| 1960  | Бразилія         | Фінальний етап     | 5                  | 10                 | 5                  | 5                  | 15                 | 17                 |
| 1962  | СРСР             | Фінальний етап     | 10                 | 11                 | 2                  | 9                  | 14                 | 24                 |
| 1966  | Чехія            | Груповий раунд     | 13                 | 10                 | 4                  | 6                  | 17                 | 18                 |
| 1970  | Болгарія         | Груповий раунд     | 12                 | 11                 | 6                  | 5                  | 23                 | 20                 |
| 1974  | Мексика          | 7-12 місце         | 9                  | 11                 | 5                  | 6                  | 18                 | 18                 |
| 1978  | Італія           | 5-8 місце          | 6                  | 9                  | 5                  | 4                  | 21                 | 15                 |
| 1982  | Аргентина        | Фінал              | 2                  | 9                  | 6                  | 3                  | 19                 | 10                 |
| 1986  | Франція          | Півфінал           | 4                  | 8                  | 6                  | 2                  | 18                 | 9                  |
| 1990  | Бразилія         | Півфінал           | 4                  | 7                  | 4                  | 3                  | 16                 | 11                 |
| 1994  | Німеччина        | Чвертьфінал        | 5                  | 7                  | 5                  | 2                  | 19                 | 8                  |
| 1998  | Японія           | Півфінал           | 4                  | 11                 | 9                  | 2                  | 30                 | 9                  |
| 2002  | Аргентина        | Фінал              | 1                  | 9                  | 8                  | 1                  | 26                 | 8                  |
| 2006  | Японія           | Фінал              | 1                  | 11                 | 10                 | 1                  | 31                 | 6                  |
| 2010  | Італія           | Фінал              | 1                  | 9                  | 7                  | 2                  | 23                 | 10                 |
| 2014  | Польща           | Фінал              | 2                  | 13                 | 11                 | 2                  | 36                 | 12                 |
| 2018  | Італія Болгарія  | Фінал              | 2                  | 12                 | 10                 | 2                  | 36                 | 13                 |
| 2022  | Польща Словенія  | Півфінал           | 3                  | 7                  | 6                  | 1                  | 20                 | 7                  |
| Разом |                  | Перемог 3          | 19/21              | 176                | 119                | 57                 | 408                | 224                |

### Чемпіонат Південної Америки
Переможці       Срібні призери        Третє місце       Четверте місце
- — країна-господар фінального турніру

| Рік   | Місце проведення | Раунд           | Позиція      | І            | В            | П            | СВ           | СП           |
| ----- | ---------------- | --------------- | ------------ | ------------ | ------------ | ------------ | ------------ | ------------ |
| 1951  | Бразилія         | Фінальний етап  | 1            | 3            | 3            | 0            | 9            | 0            |
| 1956  | Уругвай          | Фінальний етап  | 1            | 4            | 4            | 0            | 12           | 2            |
| 1958  | Бразилія         | Фінальний етап  | 1            | 4            | 4            | 0            | 12           | 0            |
| 1961  | Перу             | Фінальний етап  | 1            | 4            | 4            | 0            | 12           | 1            |
| 1962  | Чилі             | Фінальний етап  | 1            | 6            | 6            | 0            | 18           | 0            |
| 1964  | Аргентина        | Не змагалися    | Не змагалися | Не змагалися | Не змагалися | Не змагалися | Не змагалися | Не змагалися |
| 1967  | Бразилія         | Фінальний етап  | 1            | 4            | 4            | 0            | 12           | 0            |
| 1969  | Венесуела        | Фінальний етап  | 1            | 7            | 7            | 0            | 21           | 0            |
| 1971  | Уругвай          | Фінальний етап  | 1            | 7            | 7            | 0            | 21           | 0            |
| 1973  | Колумбія         | Фінальний етап  | 1            | 4            | 4            | 0            | 12           | 0            |
| 1975  | Панама           | Фінальний етап  | 1            | 7            | 7            | 0            | 21           | 0            |
| 1977  | Перу             | Фінальний етап  | 1            | 6            | 6            | 0            | 18           | 0            |
| 1979  | Аргентина        | Фінальний етап  | 1            | 4            | 4            | 0            | 12           | 0            |
| 1981  | Чилі             | Фінальний етап  | 1            | 5            | 5            | 0            | 15           | 2            |
| 1983  | Бразилія         | Фінальний етап  | 1            | 5            | 5            | 0            | 15           | 0            |
| 1985  | Венесуела        | Фінальний етап  | 1            | 5            | 5            | 0            | 15           | 0            |
| 1985  | Уругвай          | Фінальний етап  | 1            | 6            | 6            | 0            | 18           | 0            |
| 1989  | Бразилія         | Фінальний етап  | 1            | 6            | 6            | 0            | 18           | 2            |
| 1983  | Бразилія         | Фінал           | 1            | 4            | 4            | 0            | 12           | 1            |
| 1985  | Аргентина        | Фінал           | 1            | 6            | 6            | 0            | 18           | 0            |
| 1995  | Бразилія         | Фінал           | 1            | 4            | 4            | 0            | 12           | 2            |
| 1997  | Венесуела        | Фінал           | 1            | 4            | 4            | 0            | 12           | 0            |
| 1999  | Аргентина        | Фінал           | 1            | 4            | 4            | 0            | 12           | 2            |
| 2001  | Аргентина        | Фінальний раунд | 1            | 3            | 3            | 0            | 9            | 0            |
| 2003  | Бразилія         | Фінальний етап  | 1            | 4            | 4            | 0            | 12           | 0            |
| 2005  | Бразилія         | Фінальний етап  | 1            | 5            | 5            | 0            | 15           | 1            |
| 2007  | Чилі             | Фінальний раунд | 1            | 5            | 5            | 0            | 15           | 0            |
| 2009  | Колумбія         | Фінальний раунд | 1            | 6            | 6            | 0            | 18           | 2            |
| 2011  | Бразилія         | Фінальний етап  | 1            | 6            | 6            | 0            | 18           | 1            |
| 2013  | Бразилія         | Фінальний етап  | 1            | 4            | 4            | 0            | 12           | 2            |
| 2015  | Бразилія         | Фінальний етап  | 1            | 5            | 5            | 0            | 15           | 1            |
| 2017  | Чилі             | Фінальний раунд | 1            | 5            | 5            | 0            | 15           | 0            |
| 2019  | Чилі             | Фінальний раунд | 1            | 5            | 5            | 0            | 15           | 3            |
| 2021  | Бразилія         | Фінальний етап  | 1            | 4            | 4            | 0            | 12           | 1            |
| 2023  | Бразилія         | Фінальний етап  | 2            | 4            | 3            | 1            | 9            | 3            |
| Разом |                  | Титулів 33      | 34/35        | 165          | 164          | 1            | 492          | 29           |

### Кубок світу
| Кубок світу | Кубок світу        | Кубок світу        | Кубок світу        | Кубок світу        | Кубок світу        | Кубок світу        | Кубок світу        | Кубок світу        |
| Рік         | Раунд              | Позиція            | І                  | В                  | П                  | СВ                 | СП                 |                    |
| ----------- | ------------------ | ------------------ | ------------------ | ------------------ | ------------------ | ------------------ | ------------------ | ------------------ |
| 1965        | Не брали участі    | Не брали участі    | Не брали участі    | Не брали участі    | Не брали участі    | Не брали участі    | Не брали участі    | Не брали участі    |
| 1969        | Фінальна група     | 6-е місце          | 7                  | 3                  | 4                  | 10                 | 16                 |                    |
| 1977        | 5–8 півфінали      | 8-е місце          | 8                  | 3                  | 5                  | 13                 | 17                 |                    |
| 1981        | Груповий раунд     | 3-є місце          | 7                  | 5                  | 2                  | 16                 | 11                 |                    |
| 1985        | Груповий раунд     | 4-е місце          | 7                  | 4                  | 3                  | 16                 | 22                 |                    |
| 1989        | Груповий раунд     | 5-е місце          | 7                  | 3                  | 4                  | 13                 | 14                 |                    |
| 1991        | Груповий раунд     | 6-е місце          | 8                  | 4                  | 4                  | 16                 | 15                 |                    |
| 1995        | Груповий раунд     | 3-є місце          | 11                 | 9                  | 2                  | 29                 | 7                  |                    |
| 1999        | Груповий раунд     | 5-е місце          | 11                 | 7                  | 4                  | 27                 | 15                 |                    |
| 2003        | Груповий раунд     | 1-е місце          | 11                 | 11                 | 0                  | 33                 | 4                  |                    |
| 2007        | Груповий раунд     | 1-е місце          | 11                 | 10                 | 1                  | 30                 | 4                  |                    |
| 2011        | Груповий раунд     | 3-є місце          | 11                 | 8                  | 3                  | 29                 | 14                 |                    |
| 2015        | Не брали участі    | Не брали участі    | Не брали участі    | Не брали участі    | Не брали участі    | Не брали участі    | Не брали участі    | Не брали участі    |
| 2019        | Груповий раунд     | 1-е місце          | 11                 | 11                 | 0                  | 33                 | 5                  |                    |
| 2023        | Не кваліфікувалася | Не кваліфікувалася | Не кваліфікувалася | Не кваліфікувалася | Не кваліфікувалася | Не кваліфікувалася | Не кваліфікувалася | Не кваліфікувалася |
| Разом       | 3 титули           | 12/14              | 110                | 78                 | 32                 | 265                | 144                |                    |

### Світова Ліга
Переможці       Срібні призери        Третє місце       Четверте місце
- — країна-господар фінального турніру

| Рік   | Раунд             | Позиція   | І   | В   | П   | ВМ    | ПМ  |
| ----- | ----------------- | --------- | --- | --- | --- | ----- | --- |
| 1990  | Півфінал          | 3-є місце | 14  | 10  | 4   | 32    | 24  |
| 1991  | Міжнародний раунд | 5-е місце | 16  | 8   | 8   | 32    | 32  |
| 1992  | Фінальний раунд   | 5-е місце | 18  | 10  | 8   | 36    | 32  |
| 1993  | Фінал             | 1-е місце | 22  | 17  | 5   | 58    | 18  |
| 1994  | Півфінал          | 3-є місце | 14  | 13  | 1   | 41    | 8   |
| 1995  | Фінал             | 2-е місце | 16  | 10  | 6   | 37    | 25  |
| 1996  | Фінальний раунд   | 5-е місце | 16  | 11  | 5   | 39    | 22  |
| 1997  | Фінальний раунд   | 5-е місце | 16  | 12  | 4   | 37    | 18  |
| 1998  | Раунд плей-оф     | 5-е місце | 15  | 10  | 5   | 34    | 17  |
| 1999  | Півфінал          | 3-є місце | 16  | 13  | 3   | 43    | 20  |
| 2000  | Півфінал          | 3-є місце | 18  | 11  | 7   | 39    | 27  |
| 2001  | Фінал             | 1-е місце | 17  | 16  | 1   | 50    | 16  |
| 2002  | Фінал             | 2-е місце | 17  | 13  | 4   | 44    | 20  |
| 2003  | Фінал             | 1-е місце | 17  | 15  | 2   | 47    | 18  |
| 2004  | Фінал             | 1-е місце | 15  | 15  | 0   | 45    | 8   |
| 2005  | Фінал             | 1-е місце | 15  | 14  | 1   | 42    | 8   |
| 2006  | Фінал             | 1-е місце | 17  | 16  | 1   | 48    | 15  |
| 2007  | Фінал             | 1-е місце | 16  | 15  | 1   | 47    | 11  |
| 2008  | Півфінал          | 4-е місце | 16  | 12  | 4   | 41    | 20  |
| 2009  | Фінал             | 1-е місце | 16  | 15  | 1   | 47    | 9   |
| 2010  | Фінал             | 1-е місце | 16  | 15  | 1   | 45    | 22  |
| 2011  | Фінал             | 2-е місце | 17  | 13  | 4   | 43    | 19  |
| 2012  | Фінальний раунд   | 6-е місце | 14  | 8   | 6   | 35    | 19  |
| 2013  | Фінал             | 2-е місце | 14  | 11  | 3   | 36    | 18  |
| 2014  | Фінал             | 2-е місце | 16  | 8   | 8   | 31    | 31  |
| 2015  | Фінальний раунд   | 5-е місце | 14  | 10  | 4   | 37    | 20  |
| 2016  | Фінал             | 2-е місце | 13  | 11  | 2   | 34    | 14  |
| 2017  | Фінал             | 2-е місце | 13  | 9   | 4   | 33    | 21  |
| Разом | 9 титулів         | 28/28     | 444 | 341 | 103 | 1,133 | 532 |

### Ліга націй
Переможці       Срібні призери        Третє місце       Четверте місце
- — країна-господар фінального турніру

| Рік   | Місце проведення | Раунд                             | Позиція                           | І                                 | В                                 | П                                 | СВ                                | СП                                |
| ----- | ---------------- | --------------------------------- | --------------------------------- | --------------------------------- | --------------------------------- | --------------------------------- | --------------------------------- | --------------------------------- |
| 2018  | Франція          | Півфінал                          | 4                                 | 19                                | 11                                | 8                                 | 39                                | 30                                |
| 2019  | США              | Півфінал                          | 4                                 | 19                                | 4                                 | 5                                 | 51                                | 26                                |
| 2020  | Італія           | Скасовано через пандемію COVID-19 | Скасовано через пандемію COVID-19 | Скасовано через пандемію COVID-19 | Скасовано через пандемію COVID-19 | Скасовано через пандемію COVID-19 | Скасовано через пандемію COVID-19 | Скасовано через пандемію COVID-19 |
| 2021  | Італія           | Фінал                             | 1                                 | 17                                | 15                                | 2                                 | 44                                | 13                                |
| 2022  | Італія           | Чвертьфінал                       | 6                                 | 13                                | 8                                 | 5                                 | 27                                | 17                                |
| 2023  | Польща           | Чвертьфінал                       | 6                                 | 13                                | 8                                 | 5                                 | 30                                | 21                                |
| 2024  | Польща           | Чвертьфінал                       | 7                                 | 13                                | 6                                 | 7                                 | 28                                | 27                                |
| Разом |                  | 1 титул                           | 6/6                               | 94                                | 63                                | 31                                | 220                               | 134                               |

### Панамериканські ігри
- 1-е місце — 1963, 1983, 2007, 2011, 2023.
- 2-е місце — 1959, 1967, 1975, 1979, 1991, 1999, 2015.
- 3-є місце — 1955, 1971, 1987, 2003, 2019.
- 7-е місце — 1995.

### Кубок Америки
- 1-е місце — 1998, 1999, 2001.
- 2-е місце — 2000, 2005, 2007, 2008.

## Склад
Список гравців, які заявлені на матчі Олімпійських ігор 2024
| N° | Спортсмен         | Позиція               | Дата народження | Клуб               |
| -- | ----------------- | --------------------- | --------------- | ------------------ |
| 1  | Брунінью          | Зв'язуючий            | 2 липня 1986    | «Модена Воллей»    |
| 14 | Фернандо Крелінг  | Зв'язуючий            | 13 січня 1996   | «Воллей Мілано»    |
| 21 | Алан Соуза        | Діагональний          | 21 березня 1996 | «Ольштин»          |
| 28 | Дарлан Соуза      | Діагональний          | 24 червня 2002  | «Сесі Волей Бауру» |
| 23 | Флавіо Ґвальберто | Центральний блокуючий | 22 квітня 1993  | «Трентіно Воллей»  |
| 16 | Лукас Сааткамп    | Центральний блокуючий | 6 березня 1986  | «Крузейро»         |
| 12 | Ісак Сантос       | Центральний блокуючий | 13 грудня 1990  | «Мінас»            |
| 18 | Рікардо Лукареллі | Догравальник          | 14 лютого 1992  | «П'яченца»         |
| 9  | Йоанді Леаль      | Догравальник          | 31 серпня 1988  | «П'яченца»         |
| 6  | Адріано Ксав'єр   | Догравальник          | 6 лютого 2002   | «Рената»           |
| 2  | Лукас Бергманн    | Догравальник          | 25 березня 2004 | «Сесі Волей Бауру» |
| 17 | Талес Хосс        | Ліберо                | 26 квітня 1989  | «ЛУК Люблін»       |